# NGC 5064
NGC 5064 este o galaxie spirală situată în constelația Centaurul. A fost descoperită în 3 martie 1837 de către John Herschel. Se află la o distanță de 40,55 de megaparseci de Pământ.